# Кроули, Джозеф
Джозеф Кроули (англ. Joseph Crowley; род. 16 марта 1962, Нью-Йорк, штат Нью-Йорк) — американский политик, член Палаты представителей от Нью-Йорка с 3 января 1999 года и председатель кокуса Демократической партии в Палате представителей. С 2006 года также занимает должность председателя отделения Демократической партии в Куинсе. Член Ассамблеи штата Нью-Йорк с 1987 по 1998 год.
26 июня 2018 года Кроули неожиданно проиграл внутрипартийные выборы демократов социалистке Александрии Окасио-Кортес.

## Биография
Кроули родился в Нью-Йорке, его отец был американцем ирландского происхождения, а мать — иммигранткой из графства Арма в Северной Ирландии. Учился в частных католических школах Нью-Йорка, затем окончил Городской университет Нью-Йорка со степенью бакалавра по политологии. В 1986 году был избран в Ассамблею штата Нью-Йорк, впоследствии переизбирался пять раз.
В 1998 году конгрессмен-демократ Томас Мэнтон отказался от переизбрания на очередной срок, несмотря на то, что он уже собрал необходимое количество подписей и был зарегистрирован кандидатом. Мэнтон вышел из избирательной гонки в последний возможный по закону день, и Кроули, выбранный его преемником, заменил Мэнтона в избирательном бюллетене. Сам Кроули узнал об этой замене только после того, как Мэнтон позвонил ему и сообщил о том, что его имя будет в бюллетене. На выборах в ноябре 1998 года Кроули одержал победу, набрав 68 % голосов избирателей.
С 2013 по 2017 год Кроули был вице-председателем кокуса Демократической партии в Палате представителей США, а в 2017 году возглавил кокус и сменил Хавьера Бесерру, который был назначен на должность генерального прокурора Калифорнии, освободившуюся после избрания в Сенат Камалы Харрис. Поскольку пост председателя кокуса является четвёртым по значимости во фракции демократов в нижней палате Конгресса, то до поражения на внутрипартийных выборах он рассматривался в качестве возможного преемника Нэнси Пелоси в качестве лидера партии в Палате представителей.